# Михаїл Греков
Миха́їл Гре́ков (болг. Михаил Греков; 23 травня 1847, Дермендере, Бессарабія — 22 березня 1922) — болгарський революціонер і публіцист.

## Життєпис
Народився у сім'ї болгарського воєводи-емігранта Генчо Къньов Къргов, який після російсько-турецької війни переїхав до Бессарабії. Навчався у Південнослов'янському пансіоні в Миколаєві.

## Участь у визвольному русі
У 1867 році він активно включається до національно-визвольного руху в Болгарії, бере участь у формуванні Першого болгарського легіону.
Після оголошення російсько-турецької війни (1877—1878) добровольцем зголошується у корпус генерала Циммермана.

## Післявоєнна діяльність
Працює на адміністративній службі у Сливені, Пловдиві та Софії. Згодом написав мемуари, в яких описує останні 10 років національно-визвольного руху перед російсько-турецькою війною.

## Український переклад
Український переклад поезії Михаїла Грекова здійснив Павло Грабовський, опублікована у збірці «З чужого поля» в 1895 році.